# La Mémoire éternelle
Pour plus de détails, voir Fiche technique et Distribution.
La Mémoire éternelle (La memoria infinita) est un film chilien réalisé par Maite Alberdi, sorti en 2023.

## Synopsis
Augusto Góngora est un célèbre présentateur de télévision chilien. Il est en couple depuis 23 ans avec Paulina Urrutia, actrice et ancienne ministre de la culture de son pays. Il y a huit ans, il a été diagnostiqué de la maladie d'Alzheimer.

## Fiche technique
- Titre : La Mémoire éternelle
- Titre original : La memoria infinita
- Réalisation et scénario: Maite Alberdi
- Musique : Miguel Miranda et José Miguel Tobar
- Photographie : David Bravo et Pablo Valdés
- Montage : Carolina Siraqyan
- Production : Maite Alberdi, Rocío Jadue, Juan de Dios Larraín, Pablo Larraín et Andrea Undurraga
- Société de production : Fabula, Micromundo Producciones, Chicken And Egg Pictures, Inmaat Productions et UTA Independent Film Group
- Société de distribution : Mediawan (France) et MTV Documentary Films (États-Unis)
- Pays :  Chili et  États-Unis
- Genre : Documentaire
- Durée : 85 minutes
- Dates de sortie : 
  -  Chili : 21 janvier 2023 (Festival du film de Sundance), 11 août 2023
  -  France : 8 mai 2024 Date sujette à modification

## Distribution
- Augusto Góngora
- Paulina Urrutia

## Distinctions

### Récompenses
- Goyas 2024 : meilleur film ibéroaméricain[1],[2]
- Prix Platino 2024 : meilleur film documentaire[3],[4]

### Nomination
Le film a été nommé à l'Oscar du meilleur film documentaire.